# Charlie Jane Anders
Charlie Jane Anders (Connecticut) es una escritora y comentarista estadounidense. Ha escrito varias novelas y es la editora de other magazine, la "revista de cultura y política pop para los nuevos marginados". En 2005, recibió el premio Literario Lambda por su trabajo en la categoría transgénero, y en 2009, el Emperor Norton Award. Su novela Six Months, Three Days de 2011 ganó el premio Hugo a la mejor novela de 2012, y fue finalista de los premios Nébula, y del premio Theodore Sturgeon Memorial. Su novela de 2016, All the Birds in the Sky, fue incluida en el puesto 5 de la revista Time en el "Top 10 Novelas" de 2016, ganó el premio Nébula a la mejor novela de 2017, el Premio Crawford 2017, y el premio Locus a la mejor novela de fantasía de 2017. También fue finalista del Premio Hugo 2017 a la mejor novela. Con su compañera Annalee Newitz, ganó el premio Hugo "Best Fancast" de 2019 por su podcast "Our Opinions Are Correct".

## Trayectoria

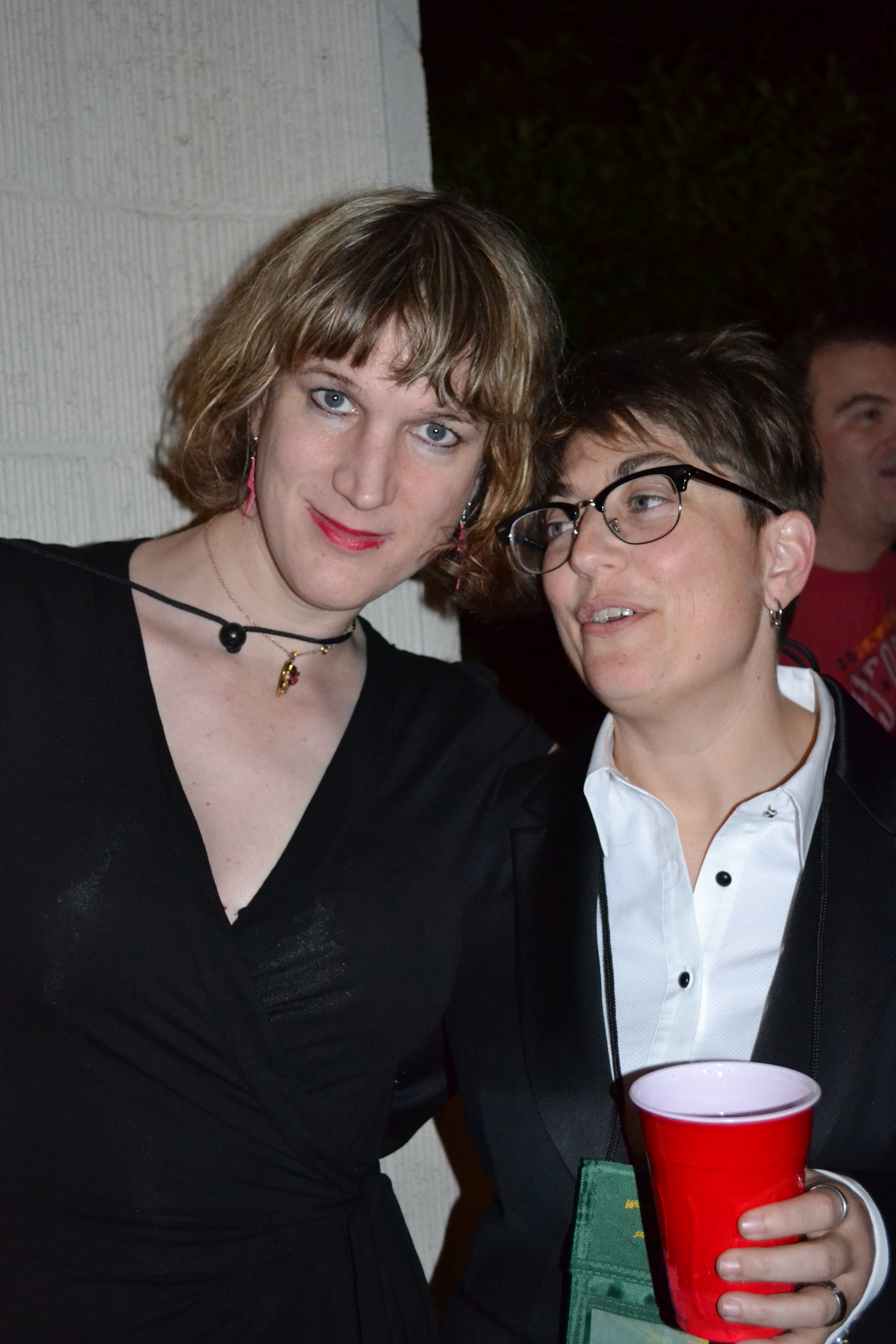
Charlie Jane Anders y Annalee Newitz en 2011

Anders nació en Connecticut y creció en Mansfield. Estudió literatura inglesa y asiática en la Universidad de Cambridge, y vivió en Hong Kong y Boston antes de mudarse a San Francisco, California. Tiene un desorden del procesamiento sensorial. Atribuye a su profesora de educación especial el haber inspirado su pasión por la escritura en su infancia. Desde 2000, ha sido pareja de la autora Annalee Newitz, con quien fundó other magazine. Desde 2018, ambas también realizan el podcast 'Our Opinions Are Correct'. Anders es transgénero y, en 2007, llamó la atención sobre una política discriminatoria de la organización de mujeres bisexuales de San Francisco, The Chasing Amy Social Club, que excluía de su membresía a las mujeres transgénero preoperatorias específicamente.
Ha publicado ciencia ficción en Tor.com, en Strange Horizons y en Flurb. También se han publicado otras obras literarias suyas (no de ciencia ficción) en McSweeney's y en el magacín ZYZZZYVA. El trabajo de Anders ha aparecido en la revista Salon.com, así como en The Wall Street Journal, Publishers Weekly, San Francisco Bay Guardian, Mother Jones, y San Francisco Chronicle. Ha tenido historias y ensayos en antologías como Sex For America: Politically Inspired Erotica, The McSweeney's Joke Book of Book Jokes, y That's Revolting!: Queer Strategies for Resisting Assimilation.
Además de su trabajo como autora y editora, Anders es también organizadora de eventos desde hace mucho tiempo. En 2005, organizó una "pelea de tarta de bailarina" para  other magazine; coorganizó la Cross-Gender Caravan, una gira nacional de autores transgénero y genderqueer; y una librería con chocolatada en San Francisco. Presenta una premiada serie mensual de lectura "Writers with Drinks", un evento con sede en San Francisco que comenzó en 2001 y en el que participan autores de una amplia gama de géneros, y que se ha destacado por sus "presentaciones de autores de libre asociación".
Ha sido jurado del James Tiptree Jr. Award y del Premio Literario Lambda. Anteriormente, publicó el sitio web satírico godhatesfigs.com, que fue presentado por el Sunday Times como sitio web de la semana.
Anders fue la fundadora y coeditora, junto con Annalee Newitz, del blog de ciencia ficción io9, una posición que dejó en abril de 2016 para centrarse en la escritura de novelas.
Una adaptación televisiva de Six Months, Three Days de Anders se estaba preparando para la NBC en 2013, con guion de Eric García.
En 2014, Tor Books adquirió dos novelas de Anders, All the Birds in the Sky (2016) y The City In the Middle of the Night (2019).
Anders co-creó el personaje Shela Sexton, de Marvel Comics, también conocida como Escapade, una superheroína mutante trans. El personaje hizo su primera aparición en Marvel's Voices: Pride #1 en junio del 2022.

## Reconocimientos
Anders ha sido invitada a participar en la conferencia BookCon 2018 en la ciudad de Nueva York. El 27 de mayo de 2018 se anunció que sería una invitada de honor en la WisCon 2019.
- 2005 – Best of the Bay Award por Writers with Drinks.
- 2006 – Best of the Bay Award por Writers with Drinks.
- 2006 – Edmund White Award for Debut Fiction finalist por Choir Boy.
- 2006 – Premio Literario Lambda por Choir Boy.[41]
- 2011 – Nominaciones a los Premios Hugo, Nebula y Theodore Sturgeon por Six Months, Three Days.
- 2012 – Premio Hugo por Six Months, Three Days.
- 2017 – Premio Nébula por All the Birds in the Sky.[42]
- 2017 – IAFA William L. Crawford Fantasy Award por All the Birds in the Sky.[43]
- 2017 – Premio Locus a la mejor novela de fantasía por All the Birds in the Sky.[8]
- 2018 – Theodore Sturgeon Award por "Don't Press Charges and I Won't Sue".[44]
- 2019 – Hugo Award for Best Fancast por "Our Opinions Are Correct" (compartido con Annalee Newitz).[45]

## Obra

### Novelas
- 2005 – Choir Boy. Soft Skull Press. ISBN 978-1-932360-81-3.
- 2016 – All the Birds in the Sky. Tor Books. ISBN 978-0-765379-94-8.
- 2019 – The City in the Middle of the Night. Tor Books. ISBN 9780765379962.

### Colección de relatos
- 2017 – Six Months, Three Days, Five Others. Tor.com. ISBN 978-0-765394-89-7.